# 宇多田ヒカル
宇多田 ヒカル（本名：ヒカル・ウタダ、英: Hikaru Utada、日本名：宇多田 光〈読み同じ〉、1983年〈昭和58年〉1月19日 - ）は、日本のシンガーソングライター、音楽プロデューサー。愛称は、ヒッキー。アメリカ合衆国・ニューヨーク出身、ロンドン在住。父は音楽プロデューサーの宇多田照實、母は歌手の藤圭子。

## 概要
1998年末、15歳でデビューし、1stシングル「Automatic/time will tell」は、ダブルミリオンの大ヒットを記録。1stアルバム『First Love』は、累計売上枚数765万枚を超え、日本国内のアルバムセールス歴代1位を記録したほか、2ndアルバム『Distance』では、初週売上枚数が歴代1位となる300万枚(累積447万枚)を記録。続く3rdアルバム『DEEP RIVER』も累積360万枚を売り上げ、日本国内の歴代アルバムチャートTOP10に3作品もランクインさせた。
2007年にリリースされた「Flavor Of Life」は、当時のデジタルシングルのセールスにおいて、世界1位を記録した。また、2000年・2003年には、日本ゴールドディスク大賞「アーティスト・オブ・ザ・イヤー」を受賞。
2010年には「人間活動」として、活動休止を発表。結婚・出産を経て、2016年に活動を再開し、復帰作『Fantôme』は、本年のBillboard JAPANの年間総合アルバムチャートで1位を獲得したほか、第9回CDショップ大賞では「大賞」を、第58回日本レコード大賞では「最優秀アルバム賞」を受賞した。また、2018年リリースの7thアルバム『初恋』とその他の成果により、第69回芸術選奨大衆芸能部門にて「新人賞」を受賞している。
2022年リリースの8thアルバム『BADモード』は国内に限らず海外からも高い評価を受け、数多くの音楽専門家が大絶賛をし話題になった。2024年には、デビュー25周年を迎え、自身初のベスト・アルバム『SCIENCE FICTION』をリリースし、第66回日本レコード大賞「特別アルバム賞」を受賞した。
2025年現在までに『First Love』『Distance』『DEEP RIVER』『Utada Hikaru SINGLE COLLECTION VOL.1』『Fantôme』の5作品が、オリコンまたはBillboard JAPANの年間アルバムチャートで1位となっている。またオリコンからは、シングル8作品・アルバム6作品がミリオン認定されている。

## 来歴

### 日本でのデビュー以前（ - 1998年）
1983年1月19日、アメリカ合衆国・ニューヨークに生まれる。親の仕事の関係で、小さい頃から東京とニューヨークを頻繁に行き来していたという。家族の生活は、音楽を中心に回っていたといい、小学生の頃から、スタジオで宿題をしたり、ご飯を食べたり、ソファで寝たりしていた。その中で「光、ここちょっと歌ってくれない？」と頼まれ、親の楽曲で歌うこともあった。
1990年、藤圭子（RA U）、宇多田照實（SKING U）、宇多田ヒカル（H゜IKASO U）の家族3人ユニット「U3」を結成。1993年9月17日、当時10歳の宇多田もボーカルとして参加し、スタジオ・アルバム『STAR』をニューセンチュリーレコードの前身・センチュリーレコードよりリリースし、日本デビュー。またこの頃「自分で作ってみたら」と言われ、楽曲「I'll Be Stronger」を作詞・作曲している（英語詞）。
1995年になると、母親に代わり、メインボーカルとなり「Cubic U」名義で、インディーズのレーベルより、作品をヨーロッパやアメリカでリリースし、翌年にかけて計3枚のレコードと1枚のマキシシングルを発表。日本では、1996年9月26日、藤圭子 with Cubic Uとして、シングル「冷たい月 〜泣かないで〜」を日本クラウンよりリリース。アメリカでは、1997年1月、シングル「Close To You」（「遙かなる影」のカバー）、アルバム『Precious』をリリース。
同年秋、東京のスタジオでレコーディングしていたところ、隣のスタジオにいたディレクター・三宅彰の目に留まり「日本語でやってみない？」という誘いにより、日本デビューが決定。なお、Cubic Uの日本盤として、1998年1月16日・28日にそれぞれシングル、アルバムをリリースしているほか、『新・真夜中の王国』（NHK-BS2）でテレビ初出演している。

### 日本でのメジャーデビュー、『First Love』『Distance』『DEEP RIVER』（1998年 - 2003年）
1998年10月、レギュラーラジオ番組『Hikki's Sweet & Sour』と『WARNING HIKKI ATTACK!!』が放送開始（いずれも1999年3月に放送終了）。
12月9日、宇多田ヒカルとして、1stシングル「Automatic/time will tell」をリリース。当時は、J-POPにおいて、8cmシングルから12cmシングルへと移行し始めた過渡期にあったため、8cm盤・12cm盤の2形態でのリリースとなった。
また、当時は、オリコンも8cm盤・12cm盤を個別に集計しており、12cm盤が12位、8cm盤が20位であった。ところが、ラジオ放送局へのプロモーションが功を奏し、日本各地のラジオ番組でヘビーローテーションしたことや、外資系CDショップがプッシュしたこと、作詞・作曲を手掛ける15歳の帰国子女が、藤圭子の娘であることが、マスメディアに大々的に取り上げられたことなどによって、瞬く間に人気を得て、社会現象となった。
本シングルは、売上枚数100万枚を突破し、ミリオンセラーとなった。その後、8cm盤・12cm盤を合わせた売上枚数は、200万枚を超えた。1999年2月17日には、2ndシングル「Movin' on without you」をリリースし、12cm盤がオリコンにおける自身初の1位を獲得した。
1999年3月10日、1stアルバム『First Love』をリリース。初週売上枚数は200万枚を突破し、その後も数10万枚単位で売れ続け、日本国内の歴代アルバムチャート1位となる。売上枚数は、日本国内のみで約765万枚、日本国外も含めると、約991万枚といわれている。
4月28日には、本アルバムから表題曲「First Love」をリカットした。新人ながら、このような爆発的なヒットを達成した背景として、当時流行していた「だんご3兄弟」の影響で、普段レコード店に足を運ばない層が、CDを多数買い求めたのも理由の一つと報じられている。
ここまで本人のメディア出演は、学業と両立させていくため、ラジオや雑誌に限られていたが、6月18日の『ミュージックステーション』を皮切りに『HEY!HEY!HEY! MUSIC CHAMP』『SMAP×SMAP』などのテレビ番組に出演し、いずれも番組最高視聴率を記録した。11月10日には、ジャム&ルイスのプロデュースによる4thシングル「Addicted To You」をリリース。初週売上枚数106.8万枚は、当時歴代2位の記録であった。
2000年、NHK放送文化研究所が実施した「好きなタレント調査」（女性タレント部門）において、1位を獲得した。圏外からの1位獲得は、調査開始以来初のケースであった。3月25日より開幕した『第72回選抜高等学校野球大会』入場行進曲には「First Love」が使用された。5月に発表された1999年度の高額納税者において、納税額2億6564万円で全国89位、芸能人では1位となった。本業の収入で全国100位以内に登場した10代は史上初である。
4月19日には、5thシングル「Wait & See 〜リスク〜」、6月30日には、6thシングル「For You/タイム・リミット」をリリース（「タイム・リミット」は、GLAY・TAKUROとの共作）。7月より、自身初の全国ツアー「BOHEMIAN SUMMER 〜宇多田ヒカル Circuit Live 2000〜」をスタート。9月には、コロンビア大学へ入学した。
2001年2月16日、7thシングル「Can You Keep A Secret?」をリリース。本楽曲は、テレビドラマ『HERO』の主題歌に起用され、第8話では、ウェイトレス役でカメオ出演した。3月28日にリリースされた2ndアルバム『Distance』は、浜崎あゆみのベスト・アルバム『A BEST』と同日リリースであったことから、大きな話題を呼んだ。初週売上枚数は、オリコン歴代1位となる300万枚を記録した。7月25日には、表題曲をアレンジした8thシングル「FINAL DISTANCE」をリリース。
8月1日に配信開始されたインターネットアニメ『ブラック・ジャック』では、ピノコ役に起用された。8月3日公開の映画『ラッシュアワー2』サウンドトラックでは、フォクシー・ブラウンとの共作「Blow My Whistle」を提供。8月10日には、MTVジャパン初制作となる『MTVアンプラグド』に出演した。
アメリカのニュース雑誌『TIME』の9月15日特別増刊号（アメリカ版）「Music Goes Global」において、U2のボノ、ビョークらとともに表紙を飾り、12月17日号（アジア版）では、単独で表紙を飾った。11月28日には、9thシングル「traveling」と映像作品『Utada Hikaru Unplugged』を同時リリース。
2002年1月31日、世界経済フォーラムのオープニングセレモニーにおいて、クインシー・ジョーンズとフィル・ラモーンの指揮のもと、パフォーマンスを披露。2月18日には、総理大臣官邸で行われたジョージ・W・ブッシュ大統領来日を歓迎するレセプションに招待された。また、アメリカのレコードレーベルであるアイランド・デフ・ジャム・ミュージック・グループと専属契約を結んだことを発表、同時に、2001年よりコロンビア大学を休学していることが明かされた。3月20日には、10thシングル「光」をリリース。
11thシングル「SAKURAドロップス/Letters」リリース直前に、4月に行った卵巣腫瘍（良性）摘出手術後の治療による副作用を理由に、シングルと3rdアルバムのプロモーション活動中止を発表。なお、3rdアルバム『DEEP RIVER』は、予定通りリリースされた。本アルバムは、初週売上枚数235万枚を記録し、トリプルミリオンを達成し、オリコン年間アルバムチャートでは、1位を獲得した。9月6日には、ミュージックビデオやディスクジャケットをともに製作してきた紀里谷和明との結婚を発表した。
20歳の誕生日となる2003年1月19日、自身初のネットイベント「20代はイケイケ!」を開催。トークとミニライブが行われた本イベントは、およそ100万件のアクセスを記録し、のちに映像作品としてリリースされた。1月29日には、12thシングル「COLORS」をリリース。3月26日リリースのくずのアルバム『くずアルバム』では「風が吹いてる」にコーラスで参加した。3月29日リリースのコズミック・デブリの絵本『エミリー・ザ・ストレンジ』では、翻訳を担当した。

### 世界進出、『Exodus』（2004年）
2004年2月3日より、日本武道館公演「Utada Hikaru in BudoKan 2004 ヒカルの5」を開催。3月24日にリリースされた尾崎豊のトリビュート・アルバム『"BLUE" A TRIBUTE TO YUTAKA OZAKI』では「I LOVE YOU」をカバーした。3月31日には、コンピレーション・アルバム『Utada Hikaru SINGLE COLLECTION VOL.1』をリリース、4月21日には、映画『CASSHERN』主題歌となった13thシングル「誰かの願いが叶うころ」をリリースし、日本国内の活動に一区切りをつけた。
Utadaとして全米デビュー前に、アテネオリンピックのオフィシャル・アルバム『UNITY』に、ティンバランド & カイリー・ディーン & Utadaとして「By Your Side」を提供。ティンバランド、ジョン・セオドアがプロディースに参加した全米デビューアルバム『エキソドス』は、9月8日に日本盤が先行リリースされ、オリコン初登場1位を獲得し、ミリオンセラーとなった。アメリカ盤は、10月5日にリリースされ、全米デビューを果たした。

### 『ULTRA BLUE』『HEART STATION』（2005年 - 2008年）
2005年9月28日、日本国内の活動再開となる14thシングル「Be My Last」をリリースし、12月14日には、15thシングル「Passion」をリリースした。また、ライブとトークを期間限定でネット配信した。
2006年2月22日、16thシングル「Keep Tryin'」をリリース。6月14日には、4thアルバム『ULTRA BLUE』をリリース。本アルバムは、オリコン初登場1位を獲得、1stアルバムから5作連続となる初動売上50万枚を突破した。また、台湾のJ-POPチャートでは初となる、アルバム5作連続1位になっている。また、7月から9月にかけて全国ツアー「UTADA UNITED 2006」をスタート。期間限定でのブログも開設した。
11月22日、NHK『みんなのうた』10月・11月のうたに使用された「ぼくはくま」を17thシングルとしてリリースし、pom ponetteとコラボレーションしたチャリティー企画「「ぼくはくま」オリジナルT-シャツコンテスト」を開催し、グランプリに輝いたTシャツを商品化。すべてのTシャツ収益は、世界の子どもにワクチンを 日本委員会に寄付された。
2007年2月28日、テレビドラマ『花より男子2 〜リターンズ〜』イメージソングを表題曲とする18thシングル「Flavor Of Life」をリリース。本シングルは、オリコンにおいて、3週連続1位となったほか、音楽配信では、当時の邦楽新記録を樹立し、9月までに、当時のデジタルシングル歴代世界1位のセールスとなった。一方、私生活では、紀里谷和明との離婚を発表している。
8月29日、19thシングル「Beautiful World/Kiss & Cry」をリリース。「Beautiful World」は、映画『ヱヴァンゲリヲン新劇場版:序』テーマソング、「Kiss & Cry」は「This Is Love」に続き、日清食品カップヌードル「FREEDOM-PROJECT」CMソングに起用された。
11月21日には、ニーヨとのフィーチャリングを果たしたデジタルシングル「Do You (feat. Utada)」が配信された。12月9日のデビュー記念日を迎えるにあたり、デビュー曲「Automatic」の着うたを4日間限定で無料配信し、50万ダウンロードを記録した。
2008年2月20日には、20thシングル「HEART STATION/Stay Gold」をリリースし、全国のFMラジオ局とのコラボレーション企画を行った。3月には、無料ダウンロード企画第2弾となる「First Love」の着うたを4日間限定で無料配信し、前回を上回る70万ダウンロードを記録した。
3月19日には、5thアルバム『HEART STATION』をリリース。本アルバムは、6作連続となるオリコン1位となり、ミリオンセラーとなった。5月21日には、本アルバムから「Prisoner Of Love」をリカットした。本楽曲は、テレビドラマ『ラスト・フレンズ』主題歌に起用された。
10月20日に放送開始したテレビドラマ『イノセント・ラヴ』主題歌となった2ndアルバム『Distance』収録の「Eternally」を新たにミキシングした「Eternally -Drama Mix-」の着うた・RBTを配信開始した（着うたフル・PC配信は10月31日に配信開始）。

### 2度目の世界進出、『ディス・イズ・ザ・ワン』（2009年・2010年）

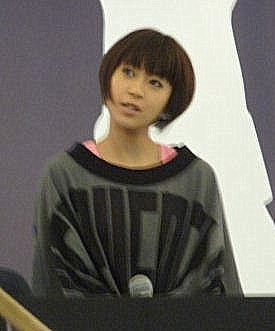
宇多田ヒカル（2009年、ニューヨーク）

2009年、Utadaとして、Myspaceに公式ページを開設した。スターゲイトがプロデュースし、トリッキー・スチュワートも参加したアルバム『ディス・イズ・ザ・ワン』は、3月14日に日本先行発売した。本アルバムは、iTunesチャートにて、日本人アーティストとしては最高位となる総合アルバムチャート19位、POPアルバムチャート2位を記録し、5月12日のCDリリース後は、Billboard 200において、日本人アーティストとして23年ぶりに、チャート100位以内にランクインした。ところが、アメリカでのプロモーション活動は、扁桃周囲炎の再発により、中止となる。
3月19日には、自身初のオフィシャルブック「点 -ten-」「線 -sen-」を出版。出版を記念して、かつてのFMレギュラー番組『宇多田ヒカルのトレビアン・ボヘミアン』が、スペシャル番組として復活した。
6月27日、映画『ヱヴァンゲリヲン新劇場版:破』公開に合わせて「Beautiful World」をリミックスした「Beautiful World -PLANiTb Acoustica Mix-」を配信開始した。2009年春には、Myspace主催によるカラオケコンテストを日米で開催。日米双方から優勝を選出し、都内で宇多田と優勝者によるカラオケパーティーが開催された。
2010年1月から2月にかけて、自身初の北米ツアー「Utada "In The Flesh" 2010 Tour」をスタート。ロンドン公演を含む全10公演を行った。

### 「人間活動」期、母・藤圭子の死、結婚、出産（2010年 - 2015年）
2010年8月9日、来年以降のアーティスト活動を止めて「人間活動」に専念すること、秋から冬にかけて2作目となるシングル・コレクションや新曲をリリースすることを発表した。9月28日には、公式Twitterアカウントを開設し（当初は期間限定の予定であった）、CM出演やライブ開催を発表した。
11月24日の『Utada Hikaru SINGLE COLLECTION VOL.2』リリース日に、アイランド・デフ・ジャム・ミュージック・グループが、Utada名義のベスト・アルバム『Utada The Best』をリリースすることが発覚し、本人の意向とは異なるアルバムリリースに、不快感を露わにした。そのため、今後の日本国外の活動においてもEMI MUSICと契約し、アーティスト名を「宇多田ヒカル」に統一することを発表した。12月8日・9日に横浜アリーナにて開催されたライブ「WILD LIFE」では、8日の公演を全国の映画館で生中継され、Ustreamで世界配信された。
2011年3月11日に発生した東日本大震災の被災者のために義援金を送り、自ら献血を行ったことを公表。2012年11月17日には、映画『ヱヴァンゲリヲン新劇場版:Q』公開に合わせて、テーマソング「桜流し」を配信開始し、12月26日には、DVDシングルをリリースした。
2013年4月より、月1回のレギュラーラジオ番組「KUMA POWER HOUR with Utada Hikaru」の放送がスタート（2014年3月終了）。2013年12月9日のデビュー日には、「Utada/Utada Hikaru: In The Flesh 2010」と過去の映像作品をiTunesで配信開始。
2014年3月10日、1stアルバム『First Love』リリース15年を記念した『First Love 15th Anniversary Edition』を製作、ハイレゾリューションオーディオも配信開始した。
人間活動中の2013年には、母・藤圭子の死もあったが、2014年には、イタリア人男性と再婚（2018年に離婚が判明）、2015年には、第1子となる男児を出産した。

### 活動再開、『Fantôme』（2015年・2016年）
2016年3月10日、新曲「花束を君に」が、NHK連続テレビ小説『とと姉ちゃん』主題歌を担当することが発表された。また、新曲「真夏の通り雨」が、報道番組『NEWS ZERO』（日本テレビ系）エンディングテーマを担当することを発表すると同時に、初披露となる4月4日より、アーティスト活動を再開することを発表した。これらの2曲は、4月15日に配信開始となった。「花束を君に」をリスナーにとって大切な人に贈ることを目的とした「ギフトキャンペーン」が行われ、売上の一部は、熊本地震災害義援金に寄付された。
9月28日には、椎名林檎、小袋成彬、KOHHが参加した6thアルバム『Fantôme』をリリース。本アルバムは、各配信サイトにおいて、日本を含む世界31か国（地域）でランクインし、CDセールスでも、オリコンにおいて、4週連続1位になった。10月には、単独アーティスト初となる民放ラジオ101局による特別番組『サントリー天然水 presents 宇多田ヒカルのファントーム・アワー』が放送された。
12月9日のデビュー記念日には、2003年の「20代はイケイケ!」以来となるネットイベント「30代はほどほど。」を開催し、KOHHとPUNPEEがゲスト出演した。また、小田和正によるコラボレーションライブ番組『クリスマスの約束』に出演し、パフォーマンスを披露した。12月31日の『第67回NHK紅白歌合戦』では、ロンドンからの中継で初出場。「花束を君に」を歌唱した。

### レーベル移籍、『初恋』（2017年・2018年）
2017年2月9日、ソニー・ミュージックレーベルズ内のレーベル・エピックレコードジャパンに移籍することを発表した。2月22日には、THE BACK HORNとの共同プロデュース楽曲「あなたが待ってる」をリリース。本楽曲には、作詞・編曲・ピアノ・バックグラウンドボーカルで参加した。
7月10日には、移籍後初となる新曲「大空で抱きしめて」、28日には、テレビドラマ『ごめん、愛してる』主題歌「Forevermore」を配信開始した。12月9日には、映画『DESTINY 鎌倉ものがたり』主題歌「あなた」を配信開始したほか、初の歌詞集「宇多田ヒカルの言葉」を出版した。
2018年1月17日、アルバム『Fantôme』収録曲「ともだち」に参加した小袋成彬のメジャーデビューアルバム『分離派の夏』のプロデュースを手掛けたことを発表し、同日「Lonely One feat. 宇多田ヒカル」が先行配信された。5月23日リリースの椎名林檎のトリビュート・アルバム『アダムとイヴの林檎』に、宇多田ヒカル & 小袋成彬として「丸ノ内サディスティック」をカバーした。
6月27日には、7thアルバム『初恋』をリリース。リリース3日後の6月30日には、NHK総合『SONGSスペシャル 宇多田ヒカル』に出演。「あなた」「初恋」「Play A Love Song」の3曲を歌唱したほか、芸人・又吉直樹との初対談が実現した。本アルバムで「サウンドメーカーとしての力量」を高く評価されたほか、「音楽面での創作意欲とともに、前作『Fantôme』以来の日本語による内省表現や現代社会への視線を反映した歌詞世界、歌唱においても独自の個性を発揮した」として「芸術選奨文部科学大臣新人賞」を受賞した。
アルバムリリースにあわせて、かつてのFMレギュラー番組が一夜限りに復活し『宇多田ヒカルのTRÈS BIEN! BOHEMIAN! SPECIAL』として放送したほか、11月6日より、12年ぶりとなる全国ツアー「Hikaru Utada Laughter in the Dark Tour 2018」をスタート。2019年6月26日、幕張メッセでのファイナル公演が、Netflixにて全世界同時配信された。

### 『BADモード』（2019年 - 2022年）
2019年1月18日、世界的エレクトロミュージシャン・スクリレックスとのコラボレーション楽曲「Face My Fears」をCDシングルとしてリリース。2008年リリースの「Prisoner Of Love」以来となるCDシングルであり、2009年リリースの『This Is The One』以来となる英語詞の楽曲リリースとなった。本楽曲は、ゲームソフト『キングダム ハーツIII』のエンディングテーマとして書き下ろされ、米ビルボード「Billboard Hot 100」において、98位にランクインした。本ランキングでは、自身初となるランクインとなった。
また、11月13日にリリースされた椎名林檎のベスト・アルバム『ニュートンの林檎 〜初めてのベスト盤〜』に収録された楽曲「浪漫と算盤」で、椎名林檎と3年ぶりの共演を果たしたほか、同月27日リリースの井上陽水のトリビュートアルバム『井上陽水トリビュート』では「少年時代」をカバーした。
2020年4月、テレビドラマ『美食探偵 明智五郎』の主題歌として新曲「Time」を書き下ろし、5月8日にリリースされた。4月19日には、新曲「誰にも言わない」が起用された「サントリー天然水」のテレビCMがオンエア開始された。5月には、毎週日曜日に「ヒカルパイセンに聞け!」と題した1か月限定のインスタライブを行い、ファンからの様々な質問に答えたほか、中村倫也やTAKA、KOHHがゲストとして出演した。
12月3日、満島ひかり、佐藤健が主演を務めるドラマ『First Love 初恋』が、Netflixにて全世界同時配信されることが決定した。本ドラマは、宇多田のヒット曲「First Love」「初恋」の2曲に着想を得たドラマであり、2022年11月24日より、配信が開始された。
12月17日には、アニメーション映画『シン・エヴァンゲリオン劇場版』のテーマソングに新曲「One Last Kiss」が起用され、同年3月10日には、これまでに宇多田が『ヱヴァンゲリヲン新劇場版』シリーズに提供した楽曲が収録されるEP『One Last Kiss』がリリースされた。
2021年4月、テレビアニメ『不滅のあなたへ』（NHK Eテレ）の主題歌として、新曲「PINK BLOOD」が起用されることが発表され、6月2日にリリースされた。7月には、新曲「Find Love」が、資生堂の世界ブランド・SHISEIDOによる新グローバルキャンペーン「POWER IS YOU」のキャンペーンソングに決定。また、キャンペーンのブランドムービーに女優のウルスラ・コルベロ、プロサッカー選手のミーガン・ラピノーとともに出演した。
10月15日より放送開始されたTBS系金曜ドラマ『最愛』の主題歌として、新曲「君に夢中」が起用されることが発表され、11月26日にリリースされた。
2022年1月19日、8枚目のオリジナルアルバム『BADモード』をリリース。2月23日には、CDがリリースされた。自身初となる「バイリンガル・アルバム」である本アルバムには、スクリレックスやプー・ベア、A・G・クック、サム・シェパードなど、様々なプロデューサーとのコラボレーション楽曲が収録されている。
4月16日には、アメリカ最大級の野外音楽フェスティバル「コーチェラ・フェスティバル」のメインステージに、88risingの一員として出演し、計5曲を披露した。

### 『SCIENCE FICTION』（2023年 - ）
40歳の誕生日を迎えた2023年1月19日、配信イベント「40代はいろいろ♫」を開催し、宇多田と親交のある佐藤健と吉高由里子がサプライズで出演した。イベント後半のパフォーマンスセッションでは「First Love」や「君に夢中」をイタリア語、英語、日本語の3言語で歌ったスペシャルバージョン「Rule」など、計3曲を披露。パフォーマンス音源は、2月17日に『40代はいろいろ -Live from Metropolis Studios-』として配信リリースされた。
7月28日公開の映画『キングダム 運命の炎』の主題歌として、新曲「Gold 〜また逢う日まで〜」を書き下ろした。本楽曲は、映画公開と同時にリリースされ、9月13日には、インストゥルメンタルバージョンやリミックスなどが収録されたEP『Gold 〜また逢う日まで〜 EP』がリリースされた。
2024年2月12日、新曲「何色でもない花」をリリース。本楽曲は、より放送開始されたフジテレビ系月9ドラマ『君が心をくれたから』主題歌に起用された。4月8日には、日本コカ・コーラ「綾鷹」アンバサダーに就任。宇多田の楽曲「traveling (Re-Recording)」を使用し、自身が出演した新CMの放映が、16日より開始された。
4月10日、デビュー25周年を記念した自身初となるベスト・アルバム『SCIENCE FICTION』をリリース。7月13日には、初のアジア単独公演となる台北と香港を含む6年ぶりの全国ツアー「HIKARU UTADA SCIENCE FICTION TOUR 2024」をスタート。
8月、イギリスのシンガーソングライターであるサム・スミスのデビューアルバム『イン・ザ・ロンリー・アワー』リリース10周年を記念し、シングル「ステイ・ウィズ・ミー」の宇多田とのデュエットバージョン「ステイ・ウィズ・ミー 〜そばにいてほしい feat. 宇多田ヒカル」がリリースされた。
2025年5月2日、新曲「Mines or Yours」をリリース。本楽曲は、昨年に続いてブランドアンバサダーに就任した日本コカ・コーラ「綾鷹」テレビCMに起用された。

## 人物
宇多田家の祖先は山口県にあり、父親が子どもの頃に家系図を見せられた際、由緒ある家の跡継ぎである事を説明されたという。郷土資料によると、山口県山口市徳地島地（旧・佐波郡徳地町島地）に、宇多田という大庄屋があり、広大な土地を所有していたとの記述が残っている。先祖には、第18代内閣総理大臣・寺内正毅の兄が居り、ヒカルは、寺内の曾姪孫にあたる。
Twitter上で、予定を3週間以上過ぎた後もなかなか産まれなかったため、医師の判断で帝王切開したものの、ほぼ死産の状態だった、とツイートしている。この時、父親は医師から「残念ですが…」と告げられるも、懸命に名前を呼ぶと、徐々に血の気が入り、蘇生したという。また、2020年10月には、Twitter上で「アメリカの大統領選の在外投票の登録ギリギリ間に合った」とツイートしており、日本とアメリカの二重国籍を維持していると思われる。
名前に関して、漢字表記ではなく、片仮名の「ヒカル」と名乗った理由は、漢字だと何か堅い感じがするという意見が、社内で出たためとされる。画数にこだわったのは、よい画数の名前であると言われていることによる。ちなみに元々の名前の由来は、母親・藤圭子が、網膜色素変性症のため、徐々に視力を失っていた時に授かった子であることから「我が子から光が失われないように」という願いを込め命名したと言われている。この他にも「いちご」や「めろん」「すいか」が候補に挙がっていたという。ニックネームは「ヒッキー（Hikki）」。
身長に関しては、ある時に病院で正確に測ったところ、158.9cmであることが判明。今まで158cm（15歳当時の記録）であると公言してきたことから、2017年3月に出演したラジオ番組内で、各所プロフィールの更新を求めた。2019年5月、過剰運動症候群と診断されたことを公表。本人は「病気とかじゃないよ！」とツイートしている。
2002年9月6日、19歳の時に紀里谷和明と結婚、2007年3月2日に離婚。2014年2月にイタリア人男性と再婚。2015年7月に第1子となる男児を出産したことを報告したが、2018年4月に離婚していたことが明らかになった（公式発表ではない）。
2021年6月26日、自身がノンバイナリーであることを、インスタライブにて公表している。

### 趣味・嗜好
2006年の23歳の誕生日に、大きなテディベア（くまのぬいぐるみ）をプレゼントされ、それ以来、大のくま好きであることを公言。そのテディベアには「くまちゃん」という名前がついており（宇多田が自ら命名）、楽曲「ぼくはくま」のモデルとなった。その後も、宇多田のSNSアカウントやミュージックビデオなど、様々なところに登場している。
テトリスの腕前について広く知られており、2006年には任天堂のクラブニンテンドー会員限定イベント「宇多田ヒカルとテトリス対戦!!」が開催され、一般ユーザーや任天堂開発チームとテトリスDSの1対1対戦を行った。ちなみに、テトリスDSでカウンターストップとなる99999999点を達成している。
自身のインスタグラムアカウントでは、度々地面に落ちている「落とし物」の写真を投稿している。2020年1月3日放送のTBS系列『マツコの知らない世界』正月SPに出演した際には、それらが「落とし物の世界」として紹介された。

宇多田は読書家でも知られており、次のように語っている。
「とにかく文学は永遠に私の情熱であるでしょう！本は財産です。読んだ本は全部とっておく。服より本の占めるスペースが多い。」
2018年の雑誌のインタビューでは、物心がついた頃から「他者と世界と繋がるための方法、手段」として読書を始めていたと語っており、小説に限らず、子供向けの絵本や詩、短編など様々だったという。また、その「繋がっている」という感覚が、宇多田の作家としての原点だったという。2020年の『文學界』での又吉直樹との対談では、自身の子どものころについて「自分にとって唯一自由で、自分であることが許された、安心していられる場所」「現実で自由にならないこと、耐えられないことからいつでも逃げられる場所」が「本の世界」であったと明かした。
2017年12月、全国の38書店で展開された本人による選書企画「宇多田書店」では、以下の人物の作品を推薦書籍として選出している。
開高健、宮沢賢治、中上健次、芥川龍之介、川端康成、森鷗外、夏目漱石、三島由紀夫、稲垣足穂、谷崎潤一郎、埴谷雄高、大岡昇平、遠藤周作、ヘルマン・ヘッセ、オスカー・ワイルド、アン・クラーク・アモール、シェル・シルヴァスタイン、エドガー・アラン・ポー、エリ・ヴィーゼル、F・スコット・フィッツジェラルド、ジョージ・オーウェル、ダニエル・キイス、司馬遼太郎、アンリ・ベルクソン、ロアルド・ダール、田村隆一、J・D・サリンジャー、有吉佐和子、家永三郎、ゲーテ、中西進、白洲正子、エリザベット・バダンテール、中原中也など。1999年、当時16歳の宇多田は、講演で来日した宇多田が大ファンであるダニエル・キイスと『文藝春秋』で対談している。
また、特に好きな作家には中上健次や宮沢賢治の名前を挙げており、中上健次の娘で作家の中上紀と対談した際には『異族』『紀州弁』（『鳥のように獣のように』所収）を好きな作品として挙げ、宇多田にとって初の歌詞集『宇多田ヒカルの言葉』を出版する際に行った「宇多田書店」において、中上の作品群から最多の9作品を選んでいる。
宇多田は大の漫画好きでもある。小説が漫画よりも「高尚なイメージ」があることについて、「くだらないものはくだらないし、いいものはいい」「くだらない小説読むんだったら良質の漫画の方がよっぽど有益」と、自身のブログで語っている。子供の頃は、漫画家を目指していて、漫画雑誌『りぼん』に投稿したこともあるという。「宇多田書店」では、以下の作品を推薦書籍として選出した。
『バガボンド』『リアル』『SLAM DUNK』『HUNTER×HUNTER』『レベルE』『幽☆遊☆白書』『うる星やつら』『らんま1/2』『キャッツ・アイ』『シティーハンター』『ベルサイユのばら』『攻殻機動隊』『BIOMEGA』『はじめの一歩』『MONSTER』『20世紀少年』『ゴルゴ13』『鬼平犯科帳」（さいとう・たかを）『ブラック・ジャック』『七色いんこ』『ブッダ』『AKIRA』『サーカス・ワンダー』『鬼切丸伝』『ピアノの森』『北斗の拳』『サラリーマン金太郎』『ぼくの地球を守って』など。2006年には『Invitation』で、宇多田が大好きな漫画家だとかねてから話していた浦沢直樹と対談している。

### 人間活動
2010年に活動休止を発表したことについて「（休養中の行動を「人間活動」と表現したのは）思っていることを長く書こうとしても伝わらないことが多くて、短い言葉を使おうと思った」「自分の力で生きたい。色々と知らないことがあるまま生活しているので、1人でも生きられるようになりたい」「得意なことばっかりやっても成長がないと思って。もし私と同じく、自分の中の苦手なこと、避けようとしている部分に向き合っていきたいと考えている人がいるなら、一緒に頑張りましょう」と発言しているほか、「有名人（見られる側）になってからの十数年、どんどん自分が見えなくなっていってた。全然自分のこと理解できてなかったし周りの人たちのことも「知ろう」としてなかった。苦しい、さびしい生き方をしてました。まだ若いうちに気付けてよかったです。みんなに感謝」とツイートしている。

## 音楽性
作詞・作曲・編曲を手掛け、自らプログラミングも行っている（Logic Pro Ⅹを使用）。絶対音感を持っていると噂されたことがあるが、本人はこれを否定している。楽曲制作に関しては、曲先であり、「桜流し」リリース時には「基本、コード→メロディ→歌詞という流れ。アレンジャーも私です。」とツイートしている。母の藤圭子は、ヒカルが演歌の陰鬱や悲しさに影響されないように心掛けていたとしている。
デビュー当初から宇多田の楽曲を担当している三宅彰は、デビュー10周年の際に受けたインタビューで、宇多田の変化についてコメントしており『First Love』から『ULTRA BLUE』までのアルバム4枚は、誰に向けて書いたのかが具体的に見える曲が多かったが『HEART STATION』は、顔の見えない不特定多数に向いていると述べている。さらに、「10代は内面に向かいがちだったのが、20代半ばになり社会と自分というものを結びつけることができるようになったのかなと思う」とも評している。

### 作風
デビューアルバム『First Love』と続く『Distance』の楽曲は、R&B色が強く「Addicted To You」「Wait & See ～リスク～」では、ジャム&ルイスがプロデューサーとして迎えられた。自らも編曲に参加するようになった3rdアルバム『DEEP RIVER』では、R&Bの域を越え、ロックやダンスなどのジャンルを包含した普遍的なポップスとなり、ジャケット写真や遠藤周作の小説にインスパイアされたタイトルからも窺える、暗く内省的な世界観を打ち出すようになった。
自身が完全に音作りをするようになったUtada名義でのアルバム『エキソドス』は、R&Bからオルタナティブ、ポップ、ダンス、エレクトロニカなどをミックスした、今まで以上にジャンルレスな作風となっており、数曲では、ヒップホップ・R&Bシーンに革新的なビート旋風を巻き起こしたティンバランドなどがプロデューサーに迎えられた。
4thアルバム『ULTRA BLUE』になると、ほぼ全曲の作詞・作曲・編曲、プログラミングまでを自らが行うようになり、次作『HEART STATION』にかけて、打ち込み主体の楽曲が多くなった。『ULTRA BLUE』では、内省的で私小説のような趣をみせ、メロディも主旋律が強めで、高音を多用した独創的なものとなる。
そして、本アルバムや『エキソドス』での技巧的、実験的な作風への反動で『HEART STATION』と続く『This is The One』では、比較的ポップな楽曲が多くを占めるようになった。『HEART STATION』では、ヒップホップとハウスを練り込んだようなビートの上に優しいメロディがのった、しっとりとした洋楽ポップスのようなモードへ入る。Utada名義の2ndアルバム『This is The One』では、トラックメイカーにスターゲイトやトリッキー・スチュワートを迎え、前作『エキソドス』とは一転し、アメリカのメインストリームを意識したR&Bにシフトチェンジした。
母・藤圭子の死、結婚、初の出産を経て、2016年にリリースした復帰作『Fantôme』は、宇多田が母の死と向き合ったもので「日本語で歌うこと」をテーマに制作され、プライベートな喪失の痛みを普遍的なポップソングに昇華している点などが評価された。
音楽的には、本アルバムと次作『初恋』ともに、打ち込み主体の活動休止以前とうってかわって、ほぼ全曲が生バンドによるプロダクションとなり、エンジニアには、グラミー賞受賞経験のあるスティーヴ・フィッツモーリスを起用した。両作とも「日本語のポップス」であることを貫きながらも、世界的なポップスのトレンドである緻密にしてシンプルなアレンジを基礎構造にもつ仕上がりとなっている。『初恋』では、現代ジャズシーン最高峰ドラマーの呼び声も高いクリス・デイヴを起用しており、私小説的な歌詞やリズム、譜割りに対する新たなアプローチが評価されている。

### 影響
2013年放送の自身のラジオでは「トータルでいうと、ソングライターとしてとか、歌手としてとか、アーティストとして生きてる人たちの中で一番憧れるアーティスト」として、PJ ハーヴェイを挙げている。世界一好きな歌手は、ディス・モータル・コイルのエリザベス・フレイザー。「他のアーティストと1日入れ替われるんだったらPJ ハーヴェイかトム・ヨークになってみたい」とも語っている。
フレディ・マーキュリー、コクトー・ツインズ、ナイン・インチ・ネイルズ、ジミ・ヘンドリックス、プリンス、エディット・ピアフ、チック・コリア、ブルー・ナイル、ビョーク、レニー・クラヴィッツ、バルトーク・ベーラ、モーツァルト、ジェフ・バックリィ、井上陽水、KOHH、尾崎豊、美空ひばり、THE BACK HORN、フランク・オーシャン、庄司紗矢香、カサンドラ・ウィルソンなどをお気に入りのアーティストとして挙げており、アリーヤやメアリー・J. ブライジなどのR&Bアーティストからも影響を受けたという。子供の頃、母から「ヒカルの声はすばらしいわ。もう、何かもうシャーデーみたい」と言われたこと以来、シャーデーの大ファンでもある。
また、井上陽水の書く詩と自身の書く詩がとても似ていると公言しており、井上陽水から受けた音楽的な影響の大きさについても頻繁に発言している。
これまでの宇多田の作品には、文学作品に影響されたものが多くある。3rdアルバム『DEEP RIVER』ならびにその収録曲「Deep River」のタイトルは、遠藤周作の小説『深い河』にインスピレーションを得ている。2004年の世界進出時のアルバム『エキソドス』の収録曲「Kremlin Dusk」には、アメリカの作家であるエドガー・アラン・ポーの物語詩『大鴉』からの引用が見られる。
5thアルバム『HEART STATION』の収録曲「テイク5」の歌詞は「宮沢賢治の『銀河鉄道の夜』みたいにしたかった」とインタビューで語っている。また、本楽曲については、2018年に出演したNHK『SONGS』にて、その一節を引用し「幸せ」についての自論を語った。2008年には、ブログで『唯識三十頌』の写経をしていることを綴った。三島由紀夫の遺作『豊饒の海』で知って以来、写経のお気に入りだという。なお、2005年に三島の本作の第一部を映画化した『春の雪』の主題歌に「Be My Last」を書き下ろした。
6thアルバム『Fantôme』の収録曲「荒野の狼」の曲名は、ヘルマン・ヘッセの『荒野のおおかみ』からとったという。2018年に開催された12年ぶりの全国ツアー「Hikaru Utada Laughter in the Dark Tour 2018」のタイトルは、ロシアの詩人・ナボコフの長編小説『カメラ・オブスクーラ』の英題から引用されている。
また、同年に自身が出演したNHK『プロフェッショナル 仕事の流儀』では、楽曲「夕凪」の制作中に、同じくナボコフの小説『青白い炎』に出てくる詩を読みながら涙するシーンが映る。また『文學界』1月号では、作家・芸人の又吉直樹と「創作」をテーマに対談した。なお、宇多田と又吉は、それまでにも『SONGS』や自身のツアーで共演していた。2020年に自身が出演した「サントリー天然水」のテレビCMでは、自身が選んだというイギリスの詩人・ワーズワースの詩の一節（国木田独歩訳）を朗読している。

### 使用機材
MacBook ProとLogic Pro Xを使って曲作りを行っている。マイクロフォンはNEUMANN TLM 67、NEUMANN TLM 102、オーディオインターフェースはRME Babyface Pro、MIDIキーボードはM-AUDIO Keystation 61es、モニターヘッドフォンはSONY MDR-7506、マイクスタンドはQuiklok、スタジオモニターはFocal CMS50、スピーカースタンドはIsoAcousticsを使用している。なお、以前住んでいたアパートでは、壊れた機材をトイレに積んでいたという。

### 楽曲制作
10歳で作詞・作曲を始めているが、編曲に関して当初は外部に任せていた。アルバム制作を重ねるにつれ、アレンジからプログラミングに至るまで、すべての音を統括するようになった。まず、2ndアルバム『Distance』収録の「DISTANCE」および、それをアレンジした8thシングル「FINAL DISTANCE」から、編曲においても大きく関わるようになり、2004年の13thシングル「誰かの願いが叶うころ」以降は、ほぼすべての楽曲の編曲を単独で行うようになる。宇多田の楽曲においては、バックコーラスの声も多重録音により、すべて本人が歌っている。
歌詞のインスピレーションは、毎日の生活から得る。日本では、抽象的なことを歌詞にする書き手が多いが、宇多田自身は、ヴィジュアルコンセプトから入るので、映画のシナリオを書くように言葉にした情景はすべて映像として見ることが出来ると語っている。作曲では、まずパソコンソフトやシンセサイザーなどで流したサウンドに合わせてコードを付け、それにメロディをのせる。歌詞を作るのはそれらの作業が終わった後であるという。
音楽活動再開以降は、自らの住んでいるロンドンで一連の楽曲制作が行われている。とりわけ活動休止前は、常に単独で制作しており、他のアーティストとのコラボレーションも少なかったことから、周りからは「密室系アーティスト」と呼ばれていたというが、復帰後は他アーティストとの共演も増え、サウンド面においても、主に生楽器が用いられるようになった。
アルバム『Fantôme』『初恋』のレコーディング、ミックスを担当したスティーヴ・フィッツモーリスによると、宇多田のいないところでレコーディングが行われることはないといい、その点が他アーティストとの違う点だと語った。また、スティーヴによれば「僕はこれまで大勢の人の作品を手掛けてきたけど、中でも宇多田さんは最も断固とした態度の持ち主の一人」という。
その中でも印象的なエピソードとして、レコーディングにて、ミュージシャンたちが宇多田の要望に「ちょっとこれできない、難しい」と言ったときに、宇多田が「それは、不可能なの？難しいの？（Is it impossible? Or is it difficult?）」と聞き返したことを挙げている。
いきものがかりのリーダー・水野良樹は、2016年放送の『関ジャム 完全燃SHOW』にて、宇多田の「レコーディングのこだわり」を語り「宇多田のレコーディングにやってきた日本有数のミュージシャンが、宇多田の指摘のスゴさに、落ち込んで帰っていく」という逸話を紹介した。

### 音楽観
宇多田は、自身のメロディに関して、活動休止以前は「音楽の表面的な意味でのいいメロディを、こう行くとなんか気持ちいいなっていうメロディを、探って探ってつないでいた」という。一方、活動再開（アルバム『Fantôme』）以降のメロディは「マグマが湧いて出てくるみたいな、うねりのようなもの」「ゆっくり、べたべた、地を這う、蛇のようなもの」だと話した。また、そのようなメロディには「日本語が合う」としており「沈んでいくタイプの心の残り方をする」とも語っている。
また、宇多田はメロディ自体をリズムと捉えているといい「私からしたら（メロディとは）リズムにピッチついてるみたいな感じ」とも語るなど、楽曲におけるリズムに対するこだわりを話している。また、アルバム『HEART STATION』リリース時のインタビューでは「音楽のジャンルは、キックとスネアの音で決まる」と語っている。その他にも、子供は大人よりも「変拍子も癖のあるリズムの取り方も素直に受け入れることができて、尚且つおもしろがる」ので「子供と一緒に音楽を聴くのが楽しい」とツイートしている。
作詞は、宇多田が楽曲制作において最後に取りかかる作業である。歌詞集『宇多田ヒカルの言葉』の序文では「『誰か』の気持ちを描くことで、自分の意識下にあった気持ちに触れる」ことが、宇多田にとっての作詞だと綴っている。また、そこではそれまでの自身の歌詞を次のように3期に分けている。
1. 初期は「自分の無意識にあるものを表面にすくいあげる行為」を無意識にしていた。
2. 第二期ではそれを意識的に行うようになり、すくい上げるというより、潜りに行くようになった。
3. 活動休止を経た第三期では、自らに課していた様々な検閲を取り払うことで表現の幅が広がり、それまでになく己をさらけ出すような作品も、それまでになくフィクション性の高い作品も登場する。

自身の考える日本語表現については、萩原朔太郎の『詩の原理』で語り尽くされているという。また、2018年の小袋成彬と酒井一途との座談会で、デビュー曲「Automatic」に関して「言葉の途中の一瞬に間が空くことへの評論があって『？？ だって音楽じゃん？言葉？』ってなった」と語っている。「言葉に対して、ここが良い切れ目とか、ここが切っちゃいけないとかが自分にない」という。
「音楽が第一言語」とも語っており、作詞は「音楽を日本語に翻訳する」ような作業だという。また、2008年の雑誌のインタビューで「悪いポップはコビだけど、いいポップは思いやり」だと述べているほか、別の場所では「"媚び" は音楽自体の終焉を招く」と、自らの音楽に対する姿勢を表明している。

## 評価
HMVは、2003年の「Top 100 Japanese Pops Artists」で第24位に、2005年の「日本のシンガーTOP30」で第10位に宇多田を選出している。2022年に行われたタレントパワーランキング「女性歌手の人気ランキング」では、第1位に選ばれている。
宇多田のデビューは、日本中に大きな衝撃を与えた。音楽プロデューサー・小室哲哉は、宇多田について、デビュー曲「Automatic」の衝撃や宇多田の「自由さ」を指摘しており「宇多田ヒカルにより時代が変わると思った」「自らの引退を考えさせたアーティスト」と評している。また「宇多田ヒカルをきっかけに、プロデューサーやレコード会社の人の言葉に耳を傾けつつという、音楽業界の暗黙の了解みたいなものがなくなった」とも指摘している。
音楽ジャーナリスト・宇野維正も、宇多田の登場によって、それまでレコード会社や大手プロダクションが握っていた日本の音楽シーンをアーティスト自身が手にする時代が来た、と語る。また、宇多田がデビュー当初にすでに「音楽家としての権利」を保持していたことを指摘し、これは「世界中を見渡しても異例の契約条件」と語った。
同じく、音楽ジャーナリストの柴那典は、宇多田の歌はデビュー以来、徹底して「個」の表現であり続けてきたとし、多数の「アムラー」を生み出した安室奈美恵や「女子高生のカリスマ」として同年にデビューした浜崎あゆみのように、女性たちの憧れの対象としてのアイコンにはならず、どれだけ沢山のCDが売れようと、聴き手は「1対1」の親密でパーソナルな関係の中で、宇多田の歌を受け取ってきたのだと指摘。柴は、さらに「そういうタイプのアーティストが登場し、そのデビュー作が最も大きなヒットとなったことが、後に続く時代の変化の一つのうねりのようなものにつながったのではないか」と考えている。
ロッキング・オン・グループの代表取締役社長で音楽評論家の渋谷陽一は、宇多田ヒカルの登場によって「日本人の持つポップミュージックのDNAが変わった」とコメントしている。また、宇多田の「革命性と大衆性の両立」を指摘してその衝撃を語った。ミュージシャンで音楽評論家の近田春夫は、宇多田のデビュー後のJ-POPを「宇多田ヒカルというB-29による空爆後の焼野原」と表現した。宇多田の登場によって日本の音楽シーンが一変したと語った。
写真家の藤原新也は、五木寛之との対談で、当時の「宇多田ブーム」について「マーケティングによって成り立った乾いた小室産業から宇多田的な個的な情感に時代がシフトした」と分析した。吉本隆明は、自著『現代日本の詩歌』で、デビュー曲「Automatic」を取り上げ「口語でできた、すぐれた歌詞で、純粋詩人の作品」「きわめて個性的に女の子の気持ちを歌っている」と評価した。
宇多田のデビュー当時、しばしば宇多田の歌詞における「字切り」の特徴が指摘されていた。トレモロイドの小林侑太は「Automatic」に代表される宇多田の楽曲が、リズムのアクセントと音自体の発音の強弱の一致によって「心地よいグルーブ感」を生んでいると指摘。「細かな発音の強弱や譜割りに対する鋭敏な感覚を持っていれば歌でグルーブを表現できる」という感覚が宇多田の登場によって、当時の日本の音楽シーンに持ち込まれたとも考察している。
作曲家の筒美京平は、宇多田の楽曲に関して「コード進行の上にのせるメロディーの作り方が新しい」と評価。また、そのメロディも「和のテイスト」を感じさせる、とコメントした。ミュージシャンで音楽プロデューサーの玉井健二は「traveling」などの楽曲を挙げ、コンポーズの素晴らしさを指摘している。「日本語が乗る前提の主旋律に日本語じゃないグルーブを的確に融合させられている」点などを高く評価している。
また、アーティストとしての宇多田にも様々な指摘、評価がなされてきた。上述の渋谷陽一は、宇多田について「その存在と才能の巨大さのためか、どこか透明な印象がある」と言う。また「すべてのエモーションのベースに悲しみがある」とも評している。
宇野維正は、宇多田のこれまでのライブ活動の少なさから「人気ポップアーティストとしては、世界的にも稀な『スタジオの音楽家』」と指摘。また、宇多田の編曲家としての側面にも注目し「All Songs Written and Arranged by Utada Hikaru」という「日本の他の女性アーティストの作品ではまず目にすることがない」クレジットが、宇多田の音楽家としての本質を表していると語った。
ジャズミュージシャンで宇多田の楽曲のプロデュースを手掛けたこともある菊地成孔は、2006年のネット記事の連載にて、宇多田を「〈日本に帰化した、日本人以上に日本人である外国人選手〉という、本来ならば日本人では着任不可能な任務を遂行しているという意味で、完全なオリジナル」と指摘している。そして、宇多田のライブに集まる観客が、圧倒的に〈日本人の集団〉であるとし、そこに「無意識や無作為が国民性を掴んだ強さ」を見出している。
いきものがかりのリーダー・水野良樹は、宇多田の作品には「宇多田さんの持つ強烈な "個" の匂いがたちこめている」と指摘。また、こういった性格の作品が「とてつもなく多くの人々に、熱狂の中で、すんなりと受け入れられていく」ことに驚きを示している。
糸井重里は、宇多田の歌詞・言葉に注目し、宇多田が「『だれよりも、われ』であるがゆえに『だれよりも、それぞれ』に変態していける」と評価した。ミュージシャンの井上陽水は、宇多田が特殊な環境で生まれ育ってるゆえにアウトサイダー（外部の人、部外者）のような雰囲気を感じさせる、とコメント。楽曲に関しては「もう1回聴くとどういう発見があるんだろうと思わせるような数少ないアーティストの1人」と評価した。また、陽水は、宇多田が多くの日本人をひきつけている要因として、宇多田の声に代表される「切なさ」を挙げている。
宇多田の声質については、松任谷由実や平井堅のようなフラジャイル（か弱い、壊れやすい）な歌声が聴く人を惹きつけると評している。映画監督の河瀨直美は、宇多田の歌詞集『宇多田ヒカルの言葉』に寄稿した際、宇多田の創作のあり方について「自らの声に力があることを本能的に知っていて、その力にはどんな言葉を用いればより人々にその想いが届くのか…を客観的に見つめている」と評価した。
桑田佳祐は、自身のラジオ番組で、宇多田の復帰作『Fantôme』を「革命的なものをお作りになった」と絶賛。「平成の『ジョンの魂』、次元が違う、ほとんどビョーキ、もう私はレコーディングも年越しライブもやめます」と冗談交じりに語った。シンガーソングライターの小田和正は、同じく宇多田の歌詞集への寄稿で、宇多田の復帰作「真夏の通り雨」の一節〈降り止まぬ 真夏の通り雨〉に衝撃を受けたといい、復帰後の宇多田について、「あの頃のみずみずしさを失うことなく、感性は圧倒的にその深みを増した」と評価した。
宇多田は、活動休止中の2013年に、当時InterFMの執行役員だったピーター・バラカンの提案で、ラジオ番組『KUMA POWER HOUR with Utada Hikaru』パーソナリティを1年間務めていた。バラカンは、その提案の理由について「ああ、この人（宇多田）ラジオの喋り手として面白いな」と感じていたといい「単純に言えば月並みではないということ」「他の人があまり注目していない音楽を独自のアンテナで捉えて紹介してくれる。あるいは有名な曲だとしてもその取り上げ方や紹介の仕方にもセンスのある人」と、音楽の聴き手としての宇多田を評価した。

## タイアップ
| 年     | タイトル                                       | タイアップ先                                                                               |
| ------ | ---------------------------------------------- | ------------------------------------------------------------------------------------------ |
| 1998年 | Automatic                                      | フジテレビ系『笑う犬の生活-YARANEVA!!-』エンディングテーマ                                 |
| 1998年 | time will tell                                 | フジテレビ系『ライオンのごきげんよう』エンディングテーマ                                   |
| 1999年 | Movin' on without you                          | 日産自動車「テラノ」CMソング                                                               |
| 1999年 | First Love                                     | TBS系ドラマ『魔女の条件』主題歌                                                            |
| 1999年 | Never Let Go                                   | TBS系ドラマ『魔女の条件』挿入歌                                                            |
| 1999年 | Addicted To You                                | ソニー「Media & Battery RED HOTキャンペーン'99」CMソング                                   |
| 2001年 | Can You Keep A Secret?                         | フジテレビ系ドラマ『HERO』主題歌                                                           |
| 2001年 | FINAL DISTANCE                                 | NTTドコモ「M-stage」CMソング                                                               |
| 2001年 | traveling                                      | NTTドコモ「FOMA」CMソング                                                                  |
| 2002年 | 光                                             | スクウェア「KINGDOM HEARTS」テーマソング                                                   |
| 2002年 | 光                                             | アサヒ飲料「三ツ矢サイダーキングダムハーツデザイン」CMソング                               |
| 2002年 | SAKURAドロップス                               | TBS系ドラマ『First Love』主題歌                                                            |
| 2002年 | Letters                                        | NTTドコモ「FOMA」CMソング                                                                  |
| 2002年 | Simple And Clean                               | スクウェア「KINGDOM HEARTS FINAL MIX」テーマソング                                         |
| 2003年 | COLORS                                         | トヨタ自動車「ウィッシュ」CMソング                                                         |
| 2004年 | 誰かの願いが叶うころ                           | 映画『CASSHERN』主題歌                                                                     |
| 2004年 | Easy Breezy                                    | 任天堂「ニンテンドーDS」CMソング                                                           |
| 2004年 | 光                                             | スクウェア・エニックス「KINGDOM HEARTS CHAIN OF MEMORIES」テーマソング                     |
| 2005年 | Be My Last                                     | 映画『春の雪』主題歌                                                                       |
| 2005年 | Passion                                        | スクウェア・エニックス「KINGDOM HEARTS II」テーマソング                                    |
| 2006年 | Keep Tryin'                                    | KDDI・沖縄セルラー電話「LISMO! au LISTEN MOBILE SERVICE」CMソング                          |
| 2006年 | This Is Love                                   | 日清食品カップヌードル「FREEDOM-PROJECT」CMソング                                          |
| 2006年 | This Is Love                                   | OVA『FREEDOM』テーマソング                                                                 |
| 2006年 | ぼくはくま                                     | NHK『みんなのうた』2006年10月・11月のうた                                                  |
| 2007年 | Flavor Of Life -Ballad Version-                | TBS系ドラマ『花より男子2 〜リターンズ〜』イメージソング                                    |
| 2007年 | Sanctuary                                      | スクウェア・エニックス「KINGDOM HEARTS II FINAL MIX+」テーマソング                         |
| 2007年 | Kiss & Cry                                     | 日清食品カップヌードル「FREEDOM-PROJECT」CMソング                                          |
| 2007年 | Fly Me To The Moon (In Other Words) -2007 MIX- | 映画『ヱヴァンゲリヲン新劇場版:序』予告編テーマソング                                      |
| 2007年 | Beautiful World                                | 映画『ヱヴァンゲリヲン新劇場版:序』テーマソング                                            |
| 2007年 | Stay Gold                                      | 花王「アジエンス」CMソング                                                                 |
| 2008年 | HEART STATION                                  | レーベルモバイル「レコード会社直営♪」CMソング                                              |
| 2008年 | Fight The Blues                                | EMIミュージック・ジャパン「モバえみ」CMソング                                              |
| 2008年 | Fight The Blues                                | TBS系『報道特集NEXT』テーマソング                                                          |
| 2008年 | Prisoner Of Love                               | フジテレビ系ドラマ『ラスト・フレンズ』主題歌                                               |
| 2008年 | Prisoner Of Love -Quiet Version-               | フジテレビ系ドラマ『ラスト・フレンズ』挿入歌                                               |
| 2008年 | Eternally -Drama Mix-                          | フジテレビ系ドラマ『イノセント・ラヴ』主題歌                                               |
| 2009年 | Passion                                        | スクウェア・エニックス「KINGDOM HEARTS 358/2 Days」テーマソング                            |
| 2009年 | Beautiful World -PLANiTb Acoustica Mix-        | 映画『ヱヴァンゲリヲン新劇場版:破』テーマソング                                            |
| 2010年 | 光                                             | スクウェア・エニックス「KINGDOM HEARTS Birth by Sleep」テーマソング                        |
| 2010年 | 光                                             | スクウェア・エニックス「KINGDOM HEARTS Re:coded」テーマソング                              |
| 2010年 | Hymne à l'amour 〜愛のアンセム〜               | サントリー「ペプシネックス」CMソング                                                       |
| 2010年 | Can't Wait 'Til Christmas                      | サントリー「ペプシネックス」CMソング                                                       |
| 2010年 | Goodbye Happiness                              | 「レコチョク」TVCMソング                                                                   |
| 2010年 | 嵐の女神                                       | 森永製菓「1チョコ for 1スマイル」キャンペーンソング                                        |
| 2011年 | Show Me Love (Not A Dream)                     | 映画『あしたのジョー』主題歌                                                               |
| 2012年 | 桜流し                                         | 映画『ヱヴァンゲリヲン新劇場版:Q』テーマソング                                             |
| 2014年 | First Love                                     | NTT東日本企業広告「もっと深く篇」「もっと強く篇」CMソング                                  |
| 2016年 | 花束を君に                                     | NHK連続テレビ小説『とと姉ちゃん』主題歌                                                    |
| 2016年 | 真夏の通り雨                                   | 日本テレビ系『NEWS ZERO』エンディングテーマ                                                |
| 2016年 | 二時間だけのバカンス featuring 椎名林檎        | 「レコチョク」TVCMソング                                                                   |
| 2016年 | 道                                             | サントリー「サントリー天然水『水の山行ってきた 南アルプス』篇」CMソング                    |
| 2017年 | 光 -Ray Of Hope MIX-                           | スクウェア・エニックス「KINGDOM HEARTS HD 2.8 Final Chapter Prologue」テーマソング         |
| 2017年 | Simple And Clean –Ray Of Hope MIX–             | スクウェア・エニックス「KINGDOM HEARTS HD 2.8 Final Chapter Prologue」海外版テーマソング   |
| 2017年 | 人魚                                           | 「大エルミタージュ美術館展 オールドマスター 西洋絵画の巨匠たち」テーマソング               |
| 2017年 | 大空で抱きしめて                               | サントリー「サントリー天然水『水の山行ってきた 奥大山』篇」CMソング                        |
| 2017年 | Forevermore                                    | TBS系ドラマ『ごめん、愛してる』主題歌                                                      |
| 2017年 | あなた                                         | 映画『DESTINY 鎌倉ものがたり』主題歌                                                       |
| 2017年 | あなた                                         | ソニー「ノイキャン・ワイヤレス」CMソング                                                   |
| 2018年 | 初恋                                           | TBS系ドラマ『花のち晴れ 〜花男 Next Season〜』イメージソング                               |
| 2018年 | Play A Love Song                               | サントリー「サントリー 南アルプススパークリング『SWITCH & SPARKLING!』篇」CMソング         |
| 2018年 | Good Night                                     | 映画『ペンギン・ハイウェイ』主題歌                                                         |
| 2019年 | 誓い                                           | スクウェア・エニックス「KINGDOM HEARTS III」テーマソング                                   |
| 2019年 | Don't Think Twice                              | スクウェア・エニックス「KINGDOM HEARTS III」海外版テーマソング                             |
| 2019年 | Face My Fears                                  | スクウェア・エニックス「KINGDOM HEARTS III」オープニングテーマ                             |
| 2019年 | 嫉妬されるべき人生                             | 映画『パラレルワールド・ラブストーリー』主題歌                                             |
| 2019年 | Play A Love Song                               | サントリ「サントリー 天然水スパークリングレモン『スイッチ! なんてカンタンさ!』篇」CMソング |
| 2020年 | Time                                           | 日本テレビ系ドラマ『美食探偵 明智五郎』主題歌                                              |
| 2020年 | 誰にも言わない                                 | サントリー「サントリー天然水『光も風もいただきます。』篇」CMソング                         |
| 2021年 | One Last Kiss                                  | 映画『シン・エヴァンゲリオン劇場版』テーマソング                                           |
| 2021年 | Beautiful World (Da Capo Version)              | 映画『シン・エヴァンゲリオン劇場版』テーマソング                                           |
| 2021年 | PINK BLOOD                                     | NHK Eテレ『不滅のあなたへ』オープニングテーマ                                              |
| 2021年 | Find Love                                      | 資生堂「POWER IS YOU」キャンペーンソング                                                   |
| 2021年 | 君に夢中                                       | TBS系ドラマ『最愛』主題歌                                                                  |
| 2022年 | Somewhere Near Marseilles ―マルセイユ辺り―     | 「CARTIER TRINITY FOR CHITOSE ABE OF sacai」キャンペーンソング                             |
| 2022年 | PINK BLOOD                                     | NHK Eテレ『不滅のあなたへ シーズン2』オープニングテーマ                                    |
| 2023年 | Gold ～また逢う日まで～                        | 映画『キングダム 運命の炎』主題歌                                                          |
| 2024年 | 何色でもない花                                 | フジテレビ系月9『君が心をくれたから』主題歌                                                |
| 2024年 | traveling (Re-Recording)                       | 日本コカ・コーラ「綾鷹」CMソング                                                           |
| 2024年 | Electricity                                    | 伊藤忠商事「「おかげさまで、幸せです」篇」CMソング                                         |
| 2024年 | 光 (Re-Recording)                              | 「キングダム ハーツ」シリーズ Steam版 メインテーマソング                                   |
| 2024年 | Simple And Clean (Re-Recording)                | 「キングダム ハーツ」シリーズ Steam版 テーマソング                                         |
| 2025年 | Mine or Yours                                  | 日本コカ・コーラ「綾鷹」CMソング                                                           |
| 2025年 | JANE DOE                                       | アニメ映画『劇場版 チェンソーマン レゼ篇』エンディング・テーマ。                           |

## 出演

### ラジオ
- Hikki's Sweet & Sour（1998年10月4日 - 1999年3月28日、InterFM）
- WARNING HIKKI ATTACK!!（1998年10月8日 - 1999年3月、FM NORTH WAVE・CROSS FM）
- 宇多田ヒカルのトレビアン・ボヘミアン（1999年10月1日 - 2000年9月22日、J-WAVE・FM NORTH WAVE・ZIP-FM・FM802・CROSS FM）
  - 宇多田ヒカルのトレビアン・ボヘミアンスペシャル 〜FROM NY〜（2001年3月20日）
  - 宇多田ヒカルのTres Bien! Bohemian Summer Special From Tokyo（2001年7月20日）
  - 宇多田ヒカルのトレビアン・ボヘミアンスペシャル FROM TOKYO（2003年1月13日）
  - 宇多田ヒカルのトレビアン・ボヘミアンスペシャル（2009年3月20日）[注釈 7]
  - 宇多田ヒカルのTRÈS BIEN! BOHEMIAN! SPECIAL（2018年7月16日）
- KUMA POWER HOUR with Utada Hikaru（2013年4月16日 - 2014年3月18日、InterFM）
- サントリー天然水 presents 宇多田ヒカルのファントーム・アワー（2016年10月11日 - 17日、全国民放ラジオ101局）
- 宇多田ヒカル Liner Voice+（2022年1月19日 - 24日、J-WAVE・ZIP-FM・FM802・CROSS FM・FM NORTH WAVE）

### CM
- ソニー「Media & Battery RED HOTキャンペーン '99[注釈 8]」（1999年 - 2000年）
- NTTドコモ「FOMA」（2001年 - 2002年）[330]
- 任天堂「ニンテンドーDS」（2004年 - 2005年）
- サントリー
  - サントリー「ペプシネックス「宇多田ヒカルクリスマス」篇」（2010年）[311][312]
  - サントリー「サントリー天然水「水の山行ってきた 南アルプス篇」（2016年）[331]
  - サントリー「サントリー天然水「水の山行ってきた 奥大山」篇」（2017年）[332]
  - サントリー「サントリー 南アルプススパークリング「SWITCH & SPARKLING!」篇」（2017年）[333]
  - サントリー「サントリー天然水スパークリング レモン「スイッチ! なんてカンタンさ!」篇」（2019年）[334]
  - サントリー「サントリー天然水「光も風もいただきます。」篇」（2020年）[335]
- ソニー「ノイキャン・ワイヤレス」（2017年 - 2018年）[336]
- 資生堂「POWER IS YOU」（2021年）
- 伊藤忠商事「「おかげさまで」が、地球を回す力になればいいのに。」（2024年4月1日 - ）[337]
- 日本コカ・コーラ
  - 日本コカ・コーラ「綾鷹「新・綾鷹 出会う」篇」（2024年4月16日 - ）[338]
  - 日本コカ・コーラ「綾鷹「ヒトクチ、ヒトイキ。"仕事"」篇」（2025年3月3日 - ）[186]

### テレビ

#### 音楽番組
- ポップジャム（NHK総合）
  - ポップジャム 宇多田ヒカル完全密着取材!!（2000年6月10日）
  - ポップジャム 宇多田ヒカルの密着企画第2弾!（2000年6月17日）
- 宇多田ヒカル 〜true secret story〜（2001年3月24日、NHK総合）
- Music Lovers 特別編 ～宇多田ヒカル レコーディングスタジオ・スペシャルライブ～（2008年3月23日、日本テレビ系）
- 宇多田ヒカル 〜今のわたし〜（2011年1月15日、NHK総合）[339]
- SONGS（NHK総合）
  - SONGSスペシャル 宇多田ヒカル 〜人間・宇多田ヒカル 今「母」を歌う〜（2016年9月22日）[340]
  - SONGSスペシャル 宇多田ヒカル 〜時を超える言葉〜（2018年6月30日）[341]
- Love music 特別編 宇多田ヒカル 〜ライナーノーツ〜（2016年9月30日・11月12日、フジテレビ系・フジテレビNEXT[注釈 9]）[342][343]
- プロフェッショナル 仕事の流儀 宇多田ヒカルスペシャル（2018年7月16日、NHK総合）[344]
- NHK MUSIC SPECIAL 宇多田ヒカル（NHK総合）
  - NHK MUSIC SPECIAL 〜教えて!ヒカルさん〜（2024年4月18日）
  - NHK MUSIC SPECIAL 完全版（2024年8月25日）
- EIGHT-JAM デビュー25周年 宇多田ヒカル特集（2024年4月21日・28日、テレビ朝日）

#### テレビドラマ
- HERO（2001年2月26日（第8話）、フジテレビ系）- ウェイトレス 役[345]

#### その他
- NHKスペシャル『量子もつれ アインシュタイン 最後の謎」（2024年12月28日、NHK総合）- 語り[346]

### NHK紅白歌合戦出場歴
| 年度   | 放送回 | 回 | 曲目       | 備考             |
| ------ | ------ | -- | ---------- | ---------------- |
| 2016年 | 第67回 | 初 | 花束を君に | ロンドンから中継 |

### 配信
- Hikaru Utada Laughter in the Dark Tour 2018（2019年6月26日、Netflix）[347]

### アニメ
- ブラック・ジャック（2001年・2007年11月30日[注釈 10]、TezukaOsamu＠Cinema）- ピノコ 役[48]

## ライブ

### ネットイベント
- 20代はイケイケ!（2003年1月19日）[61]
- Internet Live Talk & Live "Be My Last"（2005年11月11日）[注釈 11]
- Internet Live Talk & Live ['05以上 '06未満]（2005年12月22日）[注釈 12]
- 30代はほどほど。（2016年12月9日）[127]
- Hikaru Utada Live Sessions from Air Studios（2022年1月19日）
- 40代はいろいろ♫（2024年1月19日）